# Lampranthus
Genre
Classification phylogénétique
Lampranthus est un genre de plante de la famille des Aizoaceae originaire d'Afrique du Sud.

## Description
Le nom du genre "Lampranthus" signifie "fleurs brillantes" en grec. Les espèces de ce genre ont des fleurs exceptionnellement grandes et lumineuses, d'une gamme de couleurs importante. Toutes les espèces de Lampranthus fleurissent entre juin et août (dans l'hémisphère nord) avec des couleurs de fleurs allant du rouge, de l'orange, de la pêche, du jaune et du rose clair au magenta et au violet. Ces fleurs recouvrent fréquemment les plantes entièrement. Les espèces de ce genre sont des plantes arbustives ou semi-arbustives au port dressé ou étalé. Elles ont généralement de longues feuilles lisses, allongées et succulentes. Celles-ci peuvent être triangulaires ou cylindriques et,comme toutes les plantes de cette famille, apparaissent par paires opposées sur les branches . Lampranthus se distingue clairement des genres apparentés par ses capsules de graines car leurs valves sont triangulaires et s'ouvrent lorsqu'elles deviennent humides en exposant alors les chambres à graines (locules). Contrairement à Ruschia, chaque valve d'une capsule de Lampranthus a deux ailes, de chaque côté, mais aucun corps de fermeture visible. Contrairement à Delosperma, les graines de Lampranthus sont partiellement recouvertes d'une membrane.

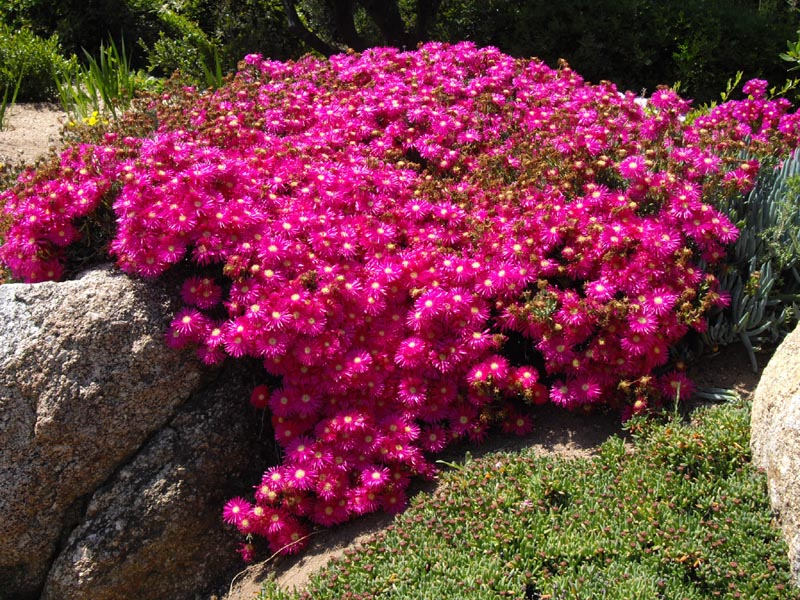
Les fleurs recouvrent souvent entièrement la plante

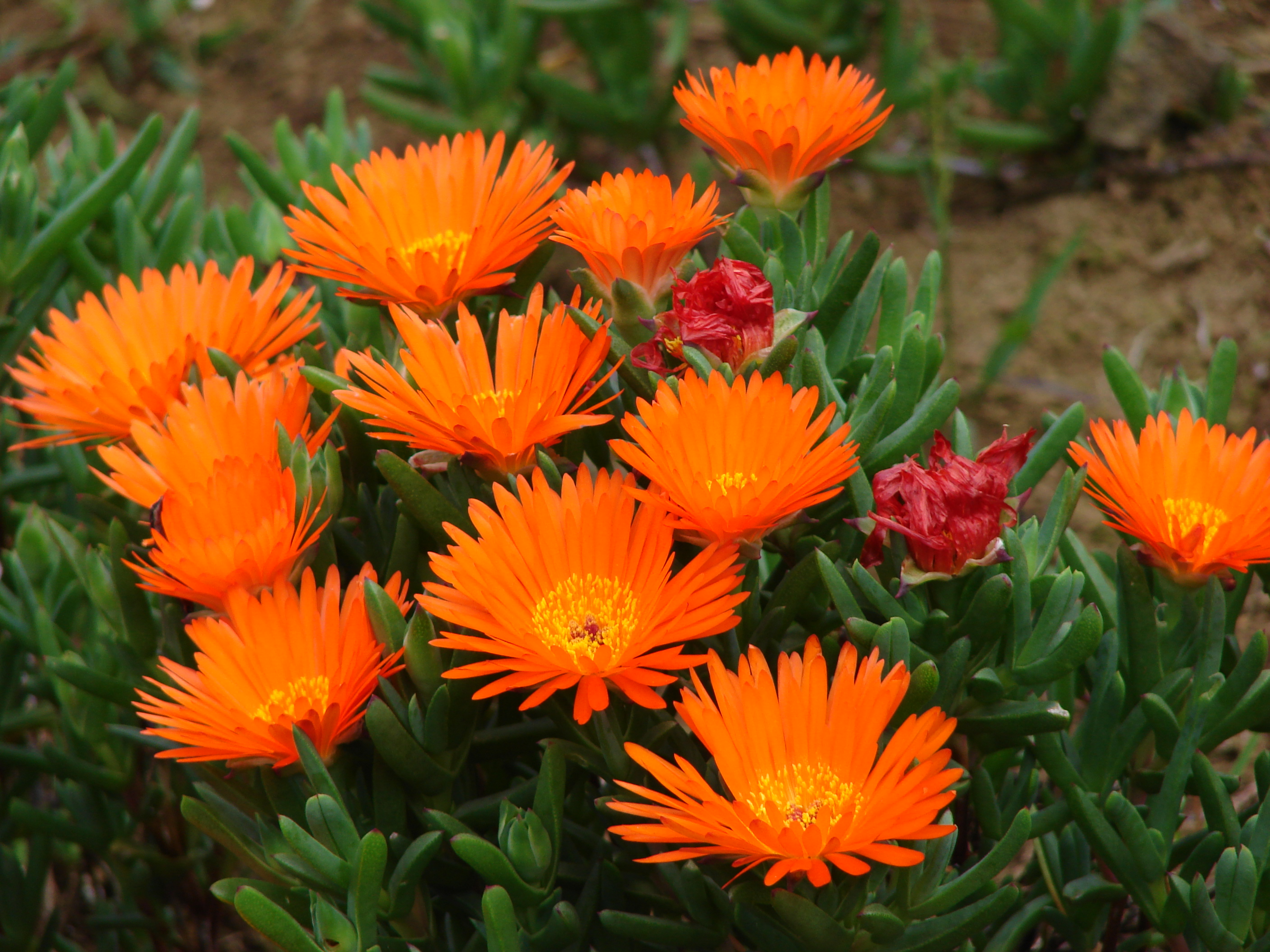
Fleurs et feuilles typiques du genre

## Liste des espèces
- Lampranthus acrosepalus (L.Bolus) L.Bolus
- Lampranthus acutifolius N.E.Br.
- Lampranthus aduncus N.E.Br.
- Lampranthus aestivus (L.Bolus) L.Bolus
- Lampranthus affinis L.Bolus
- Lampranthus albus (L.Bolus) L.Bolus
- Lampranthus algoensis L.Bolus
- Lampranthus alpinus (L.Bolus) G.D.Rowley
- Lampranthus altistylus N.E.Br.
- Lampranthus amabilis L.Bolus
- Lampranthus amoenus N.E.Br.
- Lampranthus amphibolius (G.D.Rowley) H.E.K.Hartmann
- Lampranthus antemeridianus (L.Bolus) L.Bolus
- Lampranthus antonii L.Bolus
- Lampranthus arbuthnotiae (L.Bolus) L.Bolus
- Lampranthus arenarius H.E.K.Hartmann
- Lampranthus arenicola L.Bolus
- Lampranthus arenosus (L.Bolus) L.Bolus
- Lampranthus argenteus (L.Bolus) L.Bolus
- Lampranthus argillosus L.Bolus
- Lampranthus aurantiacus (DC.) Schwantes
- Lampranthus aureus N.E.Br.
- Lampranthus austricola (L.Bolus) L.Bolus
- Lampranthus baylissii L.Bolus
- Lampranthus berghiae (L.Bolus) L.Bolus
- Lampranthus bicolor N.E.Br.
- Lampranthus bicolor (L.) H.Jacobsen
- Lampranthus blandus (Haw.) Schwantes
- Lampranthus borealis L.Bolus
- Lampranthus brachyandrus N.E.Br.
- Lampranthus brevistaminus (L.Bolus) L.Bolus
- Lampranthus brownii N.E.Br.
- Lampranthus caespitosus N.E.Br.
- Lampranthus calcaratus N.E.Br.
- Lampranthus candidus L.Bolus
- Lampranthus capillaceus N.E.Br.
- Lampranthus capornii (L.Bolus) L.Bolus
- Lampranthus caudatus L.Bolus
- Lampranthus cedarbergensis (L.Bolus) L.Bolus
- Lampranthus ceriseus (L.Bolus) L.Bolus
- Lampranthus citrinus (L.Bolus) L.Bolus
- Lampranthus coccineus N.E.Br.
- Lampranthus compressus L.Bolus
- Lampranthus comptonii N.E.Br.
- Lampranthus conspicuus N.E.Br.
- Lampranthus convexus (L.Bolus) L.Bolus
- Lampranthus copiosus (L.Bolus) L.Bolus
- Lampranthus coralliflorus N.E.Br.
- Lampranthus creber L.Bolus
- Lampranthus curviflorus (Haw.) H.E.K.Hartmann
- Lampranthus curvifolius N.E.Br.
- Lampranthus curvifolius (Haw.) Schwantes in H.Jacobsen
- Lampranthus cyathiformis N.E.Br.
- Lampranthus debilis N.E.Br.
- Lampranthus deflexus N.E.Br.
- Lampranthus deltoides (L.) Glen ex Wijnands
- Lampranthus deltoides (L.) Glen
- Lampranthus deltoides var. caulescens (Mill.) G.D.Rowley
- Lampranthus densifolius (L.Bolus) L.Bolus
- Lampranthus densipetalus (L.Bolus) L.Bolus
- Lampranthus dependens (L.Bolus) L.Bolus
- Lampranthus diffusus N.E.Br.
- Lampranthus dilutus N.E.Br.
- Lampranthus disgregus N.E.Br.
- Lampranthus dissimilis (G.D.Rowley) H.E.K.Hartmann
- Lampranthus diutinus N.E.Br.
- Lampranthus dregeanus N.E.Br.
- Lampranthus drepanophyllus N.E.Br.
- Lampranthus dubitans (L.Bolus) L.Bolus
- Lampranthus dulcis (L.Bolus) L.Bolus
- Lampranthus dunensis (Sond.) L.Bolus
- Lampranthus dyckii N.E.Br.
- Lampranthus ebracteatus L.Bolus
- Lampranthus edwardsiae (L.Bolus) L.Bolus
- Lampranthus egregius (L.Bolus) L.Bolus
- Lampranthus elegans (Jacq.) Schwantes
- Lampranthus emarginatoides N.E.Br.
- Lampranthus emarginatus N.E.Br.
- Lampranthus ernestii (L.Bolus) L.Bolus
- Lampranthus erratus N.E.Br.
- Lampranthus esterhuyseniae L.Bolus
- Lampranthus excedens (L.Bolus) L.Bolus
- Lampranthus eximius L.Bolus
- Lampranthus explanatus N.E.Br.
- Lampranthus falcatus N.E.Br.
- Lampranthus falciformis N.E.Br.
- Lampranthus fergusoniae (L.Bolus) L.Bolus
- Lampranthus filicaulis N.E.Br.
- Lampranthus flexifolius N.E.Br.
- Lampranthus flexilis N.E.Br.
- Lampranthus foliosus L.Bolus
- Lampranthus formosus N.E.Br.
- Lampranthus framesii N.E.Br.
- Lampranthus francesiae H.E.K.Hartmann
- Lampranthus francisci L.Bolus
- Lampranthus fugitans L.Bolus
- Lampranthus furvus N.E.Br.
- Lampranthus galpiniae (L.Bolus) L.Bolus
- Lampranthus glaucoides N.E.Br.
- Lampranthus glaucoides (Haw.) N.E.Br.
- Lampranthus glaucus (L.) N.E.Br.
- Lampranthus glaucus subsp. aureus (L.) Glen ex Wijnands
- Lampranthus globosus (L.Bolus) L.Bolus
- Lampranthus glomeratus N.E.Br.
- Lampranthus godmaniae (L.Bolus) L.Bolus
- Lampranthus gracilipes N.E.Br.
- Lampranthus gracilipes (L.Bolus) L.Bolus
- Lampranthus guthriae N.E.Br.
- Lampranthus gydouwensis L.Bolus
- Lampranthus hallii L.Bolus
- Lampranthus haworthii N.E.Br.
- Lampranthus henricii N.E.Br.
- Lampranthus herrei (L.Bolus) L.Bolus
- Lampranthus hiemalis (L.Bolus) L.Bolus
- Lampranthus hoerleinianus (Dinter) Friedrich
- Lampranthus holensis L.Bolus
- Lampranthus hollandii (L.Bolus) L.Bolus
- Lampranthus hurlingii (L.Bolus) L.Bolus
- Lampranthus imbricans N.E.Br.
- Lampranthus immelmaniae N.E.Br.
- Lampranthus inaequalis N.E.Br.
- Lampranthus inconspicuus (Haw.) Schwantes
- Lampranthus incurvus (Haw.) Schwantes
- Lampranthus intervallaris L.Bolus
- Lampranthus laetus (L.Bolus) L.Bolus
- Lampranthus lavisii (L.Bolus) L.Bolus
- Lampranthus laxifolius N.E.Br.
- Lampranthus leightoniae (L.Bolus) L.Bolus
- Lampranthus leipoldtii (L.Bolus) L.Bolus
- Lampranthus leptaleon N.E.Br.
- Lampranthus leptosepalus (L.Bolus) L.Bolus
- Lampranthus lerouxiae N.E.Br.
- Lampranthus lewisiae (L.Bolus) L.Bolus
- Lampranthus liberalis (L.Bolus) L.Bolus
- Lampranthus littlewoodii L.Bolus
- Lampranthus longisepalus (L.Bolus) L.Bolus
- Lampranthus longistamineus N.E.Br.
- Lampranthus lunatus N.E.Br.
- Lampranthus lunulatus (A.Berger) L.Bolus
- Lampranthus macrocarpus N.E.Br.
- Lampranthus macrosepalus (L.Bolus) L.Bolus
- Lampranthus macrostigma L.Bolus
- Lampranthus magnificus N.E.Br.
- Lampranthus marcidulus N.E.Br.
- Lampranthus marginatus (L.Bolus) H.E.K.Hartmann
- Lampranthus mariae (L.Bolus) L.Bolus
- Lampranthus martleyi (L.Bolus) L.Bolus
- Lampranthus maturus N.E.Br.
- Lampranthus matutinus N.E.Br.
- Lampranthus matutinus (L.Bolus) Schwantes in H.Jacobsen
- Lampranthus maximiliani (Schltr. & A.Berger) L.Bolus
- Lampranthus meleagris (L.Bolus) L.Bolus
- Lampranthus microsepalus L.Bolus
- Lampranthus microstigma N.E.Br.
- Lampranthus middlemostii (L.Bolus) L.Bolus
- Lampranthus montaguensis (L.Bolus) L.Bolus
- Lampranthus monticola (L.Bolus) L.Bolus
- Lampranthus mucronatus L.Bolus
- Lampranthus multiradiatus (Jacq.) N.E.Br.
- Lampranthus multiradiatus N.E.Br.
- Lampranthus multiseriatus N.E.Br.
- Lampranthus mutans N.E.Br.
- Lampranthus mutatus (G.D.Rowley) H.E.K.Hartmann
- Lampranthus nardouwensis (L.Bolus) L.Bolus
- Lampranthus nelii L.Bolus
- Lampranthus neostayneri L.Bolus
- Lampranthus obconicus (L.Bolus) L.Bolus
- Lampranthus occultans L.Bolus
- Lampranthus ornatus L.Bolus
- Lampranthus otzenianus (Dinter) Friedrich
- Lampranthus paardebergensis (L.Bolus) L.Bolus
- Lampranthus paarlensis L.Bolus
- Lampranthus pakhuisensis (L.Bolus) L.Bolus
- Lampranthus pakpassensis H.E.K.Hartmann
- Lampranthus palustris (L.Bolus) L.Bolus
- Lampranthus parcus N.E.Br.
- Lampranthus pauciflorus N.E.Br.
- Lampranthus paucifolius N.E.Br.
- Lampranthus peacockiae (L.Bolus) L.Bolus
- Lampranthus peersii N.E.Br.
- Lampranthus perreptans L.Bolus
- Lampranthus persistens (L.Bolus) L.Bolus
- Lampranthus perspicuus N.E.Br.
- Lampranthus piquetbergensis (L.Bolus) L.Bolus
- Lampranthus pittenii N.E.Br.
- Lampranthus plautus N.E.Br.
- Lampranthus pleniflorus L.Bolus
- Lampranthus plenus (L.Bolus) L.Bolus
- Lampranthus pocockiae N.E.Br.
- Lampranthus polyanthon N.E.Br.
- Lampranthus praecipitatus (L.Bolus) L.Bolus
- Lampranthus prasinus L.Bolus
- Lampranthus primivernus (L.Bolus) L.Bolus
- Lampranthus procumbens Klak
- Lampranthus productus N.E.Br.
- Lampranthus profundus (L.Bolus) H.E.K.Hartmann
- Lampranthus prominulus (L.Bolus) L.Bolus
- Lampranthus promontorii N.E.Br.
- Lampranthus proximus L.Bolus
- Lampranthus punctulatus (L.Bolus) L.Bolus
- Lampranthus purpureus L.Bolus
- Lampranthus rabiesbergensis (L.Bolus) L.Bolus
- Lampranthus recurvus (L.Bolus) Schwantes
- Lampranthus reptans N.E.Br.
- Lampranthus roseus (Willd.) Schwantes
- Lampranthus ruber (L.Bolus) L.Bolus
- Lampranthus rubroluteus (L.Bolus) L.Bolus
- Lampranthus rupestris N.E.Br.
- Lampranthus rustii N.E.Br.
- Lampranthus salicola (L.Bolus) L.Bolus
- Lampranthus salteri (L.Bolus) L.Bolus
- Lampranthus saturatus N.E.Br.
- Lampranthus sauerae (L.Bolus) L.Bolus
- Lampranthus scaber N.E.Br.
- Lampranthus schlechteri (Zahlbr.) L.Bolus
- Lampranthus serpens (L.Bolus) L.Bolus
- Lampranthus simulans L.Bolus
- Lampranthus sociorum N.E.Br.
- Lampranthus sparsiflorus L.Bolus
- Lampranthus spectabilis N.E.Br.
- Lampranthus spiniformis N.E.Br.
- Lampranthus staminodiosus (L.Bolus) Schwantes
- Lampranthus stanfordiae L.Bolus
- Lampranthus stayneri N.E.Br.
- Lampranthus steenbergensis (L.Bolus) L.Bolus
- Lampranthus stenopetalus N.E.Br.
- Lampranthus stenus N.E.Br.
- Lampranthus stephanii (Schwantes) Schwantes
- Lampranthus sternens L.Bolus
- Lampranthus stipulaceus N.E.Br.
- Lampranthus stoloniferus L.Bolus
- Lampranthus suavissimus (L.Bolus) L.Bolus
- Lampranthus subaequalis (L.Bolus) L.Bolus
- Lampranthus sublaxus L.Bolus
- Lampranthus subrotundus L.Bolus
- Lampranthus subtruncatus L.Bolus
- Lampranthus superans (L.Bolus) L.Bolus
- Lampranthus swartbergensis (L.Bolus) N.E.Br.
- Lampranthus swartkopensis Strohschn.
- Lampranthus tanquanus H.E.K.Hartmann
- Lampranthus tegens (F.Muell.) N.E.Br.
- Lampranthus tenuifolius (L.) Schwantes
- Lampranthus tenuis L.Bolus
- Lampranthus thermarum (L.Bolus) L.Bolus
- Lampranthus tulbaghensis N.E.Br.
- Lampranthus turbinatus N.E.Br.
- Lampranthus uncus (L.Bolus) Schwantes
- Lampranthus uniflorus (L.Bolus) L.Bolus
- Lampranthus utilis (L.Bolus) Schwantes
- Lampranthus vallis-gratiae N.E.Br.
- Lampranthus vanheerdei L.Bolus
- Lampranthus vanzijliae N.E.Br.
- Lampranthus variabilis N.E.Br.
- Lampranthus verecundus N.E.Br.
- Lampranthus vernalis (L.Bolus) L.Bolus
- Lampranthus vernicolor (L.Bolus) L.Bolus
- Lampranthus viatorum N.E.Br.
- Lampranthus villiersii (L.Bolus) L.Bolus
- Lampranthus violaceus (DC.) Schwantes
- Lampranthus virgatus L.Bolus
- Lampranthus vredenburgensis L.Bolus
- Lampranthus walgateae L.Bolus
- Lampranthus watermeyeri N.E.Br.
- Lampranthus woodburniae N.E.Br.
- Lampranthus wordsworthiae N.E.Br.
- Lampranthus zeyheri N.E.Br.
- Lampranthus zygophylloides N.E.Br.